# 2013 في إيران
فيما يلي قوائم الأحداث التي وقعت خلال عام 2013 في إيران.

## أحداث
- 16 أبريل – زلزال سيستان وبلوتشستان 2013
- 9 أبريل – زلزال بوشهر 2013
- 14 يونيو – انتخابات إيران الرئاسية 2013

## سياسة

### تعيين في المنصب
- 3 أغسطس – حسن روحاني رئيس الجمهورية الإسلامية الإيرانية.
- 15 أغسطس – محمد جواد ظريف قائمة وزراء خارجية إيران.

### انتهاء فترة المنصب
- 3 أغسطس – محمود أحمدي نجاد رئيس الجمهورية الإسلامية الإيرانية.

## وفيات

### يناير
- 1 يناير – يوسف المدني التبريزي (مواليد 1928)
- 28 يناير – رازي جولامي شعباني (مواليد 1925) سياسية إيرانية.
- 30 يناير – مرتضى شمس (مواليد 1928)
- 31 يناير – حسن حبيبي (مواليد 1937) سياسي إيراني.

### فبراير
- 1 فبراير – حسن شاطري (مواليد 1955)
- 24 فبراير – فريدة لاشايي (مواليد 1944) رسامة إيرانية.

### أبريل
- 25 أبريل - أمير حسين فردي، كاتب إيراني (مواليد عام 1949م).

### مايو
- 18 مايو – محمد قهرمان (مواليد 1929) شاعر إيراني.

### نوفمبر
- 5 نوفمبر – حبيب الله عسكر أولادي (مواليد 1932) سياسي إيراني.
- 17 نوفمبر – دوريس ليسينغ (مواليد 1919)[1]